# Edifici del Foment Voluntari
L'Edifici del Foment Voluntari, situat als carrers de Maspons i de Sant Joaquim de la Vila de Gràcia (Barcelona), està catalogat com a bé amb elements d'interès (categoria C). Actualment és la seu del centre cultural La Violeta de Gràcia.

## Història
Va ser projectat el 1893 per l'arquitecte Jaume Gustà i Bondia com a seu de la societat Fomento Voluntario.
A principis del segle xxi, va ser venut a un grup inversor holandès, que volia construir-hi habitatges. Els veïns del barri s'hi van oposar i van crear la plataforma «Salvem La Violeta», que finalment va aconseguir que el 2004 l'Ajuntament de Barcelona adquirís l'edifici per a donar-li un ús social.
Entre 2011 i 2012, els arquitectes Joan Milelire i Miquel Alonso el van rehabilitar amb un vestíbul nou, una planta més i una teulada amb lluernes. Finalment, el 31 d’octubre del 2012 s'hi va inaugurar el Centre de cultura popular La Violeta.

## Descripció
De planta baixa i un pis, té dues façanes amb un clar eix de simetria format pel portal, un balcó prominent i un frontó semicircular amb l'escut gracienc dels tres lliris, amb un estil eclèctic d'arrel classicista que li dona un cert aire de Casa de la Vila.
A la planta baixa s'obren una sèrie de grans finestres enreixades, ara parcialment tapiades. La porta del carrer de Maspons duia a una escala monumental i, darrere seu, un saló de cafè i un altre de billars; al pis superior hi havia un saló de ball i un altre de descans.
La decoració de les façanes es basa en unes pilastres amb forma de puntes de diamant, coronades per capitells florals, que les connecten amb una cornisa prominent, sostinguda per permòdols amb mascarons esculpits, així com diversos detalls en relleu a les llindes, i als capcers.